# Eragrostis macrothyrsa
Eragrostis macrothyrsa är en gräsart som beskrevs av Eduard Hackel. Eragrostis macrothyrsa ingår i släktet kärleksgrässläktet, och familjen gräs. Inga underarter finns listade i Catalogue of Life.